# Fred Pallem

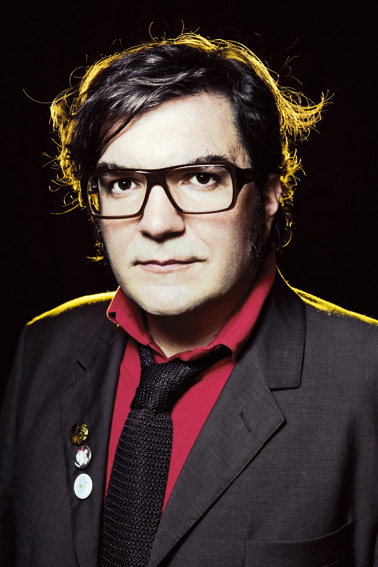
Fred Pallem (2012)

Fred Pallem (* 1. Februar 1973) ist ein französischer Jazzmusiker (Bass, Gitarre, Arrangement, Komposition), der vor allem als Leiter seiner Big Band Le Sacre du Tympan bekannt wurde.

## Leben und Wirken
Pallem wendete sich der Musik mit 14 Jahren als Autodidakt zu, beeinflusst durch Pink Floyd, Chicago und The Beatles ebenso wie durch Duke Ellington, Charles Mingus und Herbie Hancock. 1996 begann er sein Studium in der Jazz- und Improvisationsabteilung des Conservatoire national supérieur de musique et de danse de Paris bei François Théberge und Jean-François Jenny-Clark.
Während seines Studiums, das bis 2000 dauerte, komponierte er für die Theaterkompanie Troupe du Phénix. 1998 gründete er die zunächst 17-köpfige Formation Le Sacre Du Tympan, die im Wesentlichen mit Studienkollegen besetzt war, unter anderem mit Médéric Collignon und Christophe Monniot. Der Name des Orchesters spielt an auf Le sacre du printemps von Igor Strawinsky.
Daneben komponierte und arrangierte Pallem für Film und Fernsehen, aber auch für die Revuen im Crazy Horse Saloon und das Orchestre National de Jazz (Dancing in Your Head(s)). Weiterhin arbeitete er mit Vanessa Paradis, Bernard Lavilliers, Sébastien Tellier, Charles Aznavour, Émilie Simon, Charlotte Gainsbourg, Philippe Katerine, Barbara Carlotti, Lou Doillon, Frederick Wiseman, Julien Lourau,  Adamo, Jeanne Cherhal, Catherine Ringer, Luz Casal, Raphael Gualazzi, Gérard Darmon, Matthieu Chedid,  Renan Luce, Feist, Sanseverino, Maurane, Vincent Delerm, Yael Naim, Ute Lemper, Antoine de Caunes, Édouard Baer, Julien Doré, Olivia Ruiz, Carlos, Régine, Keren Ann, Zebda, Camille, Thomas Fersen, Dick Annegarn, Mathieu Boogaerts, Jane Birkin, Lio, Albin de la Simone, Orelsan, Jeanne Moreau oder Jean Rochefort. Im Bereich des Jazz war er auch mit André Minvielle, Michel Legrand, Noël Akchoté, Benoît Delbecq, Tony Allen, Anne Ducros, Bernard Lavilliers und Fabrice Martinez tätig.

## Preise und Auszeichnungen
Pallem wurde als Absolvent des CNSMDP mit einem ersten Preis ausgezeichnet. Auf dem Wettbewerb des La Défense Jazz Festival 2000 gewann er sowohl für die beste Komposition einen ersten Preis als auch den Orchesterpreis mit seinem Sacre du Tympan. Mit dieser Formation erhielt er 2006 bei den Victoires de la musique die Jazzauszeichnung. 2010 wurde Il y a von Vanessa Paradis, zu dem er das Arrangement beitrug, mit dem Grandprix der Urhebervereinigung UNAC ausgezeichnet.

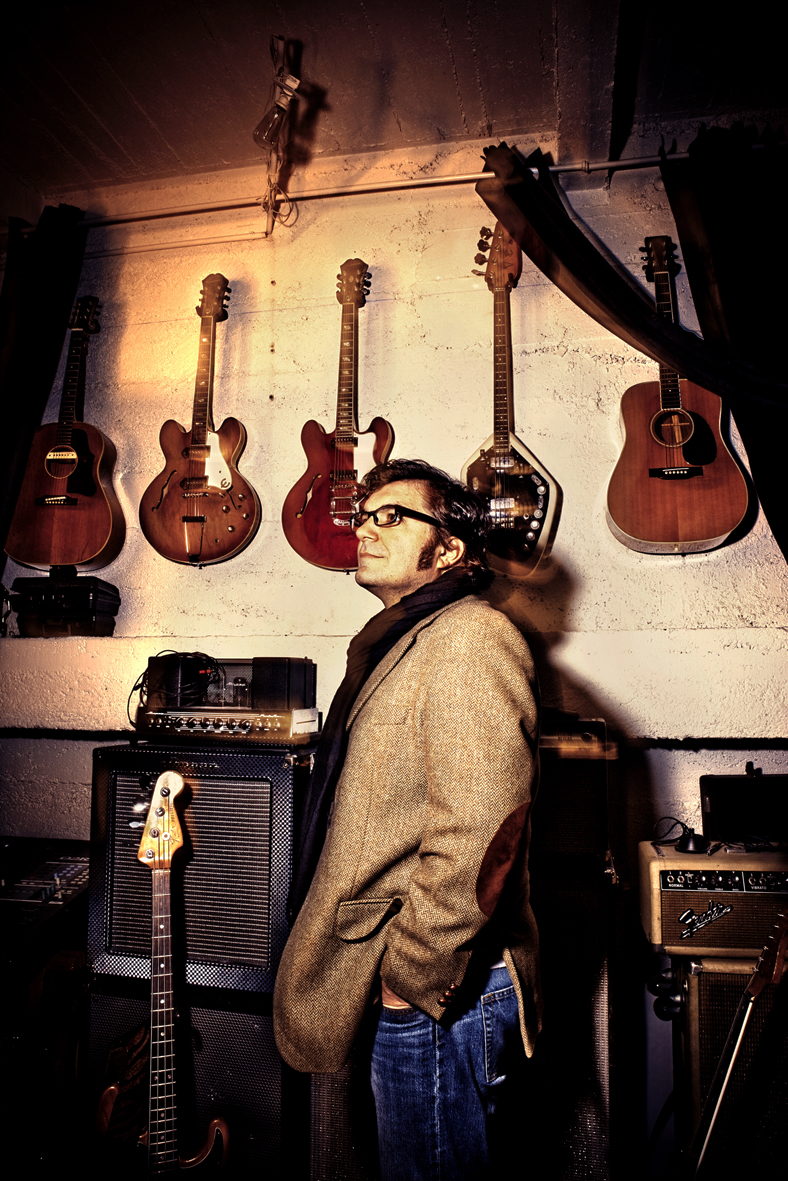
Fred Pallem (2011)

## Diskographische Hinweise
- 2020 – Fred Pallem et le Sacre du Tympan racontent les fables de La Fontaine (Train Fantôme)
- 2019 – L'Odyssée Remix (Train Fantôme)
- 2018 – L'Odyssée (Train Fantôme)
- 2017 – Cartoons (Train Fantôme)
- 2017 – Soul cinéma (Train Fantôme)
- 2015 – François de Roubaix (Train Fantôme)
- 2011 – SoundTrax (Music Unit)
- 2008 – La Grande Ouverture (Atmosphériques)
- 2005 – Le Retour !  (Label Bleu)
- 2002 – Le Sacre du Tympan (Le Chant du Monde, Harmonia Mundi)

## Filmographie
- L'Amour Volant von Antoine Denis (ASA Films 2017)
- Le Monde durable sera culturel von Caroline Pauchant und Clémence Gandillot (Ministère de la Culture 2017)
- Dieumerci ! von Lucien Jean-Baptiste (Vertigo Productions / Wild Bunch 2016)
- Tirez la langue mademoiselle von Axelle Ropert (2013)
- Der kleine Blonde mit dem weißen Schaf von Eloi Henriod (2013)
- Lili David, von Christophe Barraud (France 3, 2012)
- Les nouveaux chiens de garde von Gilles Balbastre und Yannick Kergoat (2012, nominiert für den César/Bester Dokumentarfilm 2013)
- Antoine et les héros von Patrick Bagot (2012)
- Michèle Mercier, l'insoumise von Jean-Yves Guilleux, Ego Productions (Ciné plus, Paris Première, Stylia 2012)
- Crazy Horse, von Fred Wiseman (2011)
- Emmenez-moi von Edmond Bensimon (2005)
- Dédale Party, von Renan Valendil (France 2, 2003)